# イレーネ・モンテーロ
イレーネ・マリーア・モンテーロ・ヒル（スペイン語: Irene María Montero Gil、1988年2月13日 - ）は、スペイン・マドリード出身の政治家・心理学教員。ポデモス所属。第2次サンチェス内閣の男女共生大臣（平等大臣）を務めた。

## 経歴

### 青年期
1988年にマドリードに生まれ、16歳の時にスペイン共産党(PCE)青年支部に加入した。マドリード自治大学で心理学の学士号を取得すると、2013年には教育心理学の修士号を取得した。大学教員養成のための奨学金を得て、マドリード自治大学で博士研究員の座にあった。

### ポデモス
2014年欧州議会議員選挙後、ラファ・マジョラルとともに住宅ローン被害者の会(PAH)からポデモスに加入した。2014年11月にポデモス市民評議会の候補となると社会運動の責任者に任命され、党首のパブロ・イグレシアスが率いる市民評議会をけん引した。ポデモスでの活動に専念するために博士論文の計画を延期した。
2015年にはポデモスの影の内閣において副首相と首相府相を兼任することが発表された。2015年12月20日に行われた2015年スペイン議会総選挙には、マドリード県選挙区から出馬して当選した。2017年2月18日にはポデモスを含む議会内会派のスポークスパーソンに就任したが、1970年代の民主化後ではもっとも若いスポークスパーソンだった。

### 男女共生大臣
2020年1月にはスペイン社会労働党(PSOE)のペドロ・サンチェス首相が率いる第2次サンチェス内閣の男女共生大臣（平等大臣）に就任した。スペイン社会労働党とウニダス・ポデモスによる連立政権である第2次サンチェス内閣は、23人の閣僚のうち11人が女性である。

## 人物
ポデモスの党首であるパブロ・イグレシアスとパートナー関係にある。2018年7月3日、モンテーロは双子の男児を出産したが、早産だったため双子はマドリードの公立病院で集中治療を受けた。2019年8月4日、第3子となる女児を出産した。
2020年3月12日、新型コロナウイルス感染症の検査で陽性だったことが報じられた。3月8日の国際女性デーにはマドリードで約12万人が参加する大規模なパレードが行われており、感染者が急増している時期だったためにこのパレードは批判された。モンテーロに加えて、ペドロ・サンチェス首相の妻 やカルメン・カルボ副首相 もパレードへの参加後に感染している。